# منتخب الاتحاد السوفيتي لاتحاد الرغبي للسيدات
منتخب الاتحاد السوفيتي لاتحاد الرغبي للسيدات (بالروسية: Женская Сборная СССР по регби )‏ هو ممثل الاتحاد السوفيتي الرسمي في المنافسات الدولية في في فئة رياضة نسوية. تأسس في 28 أغسطس 1990.